# Open800

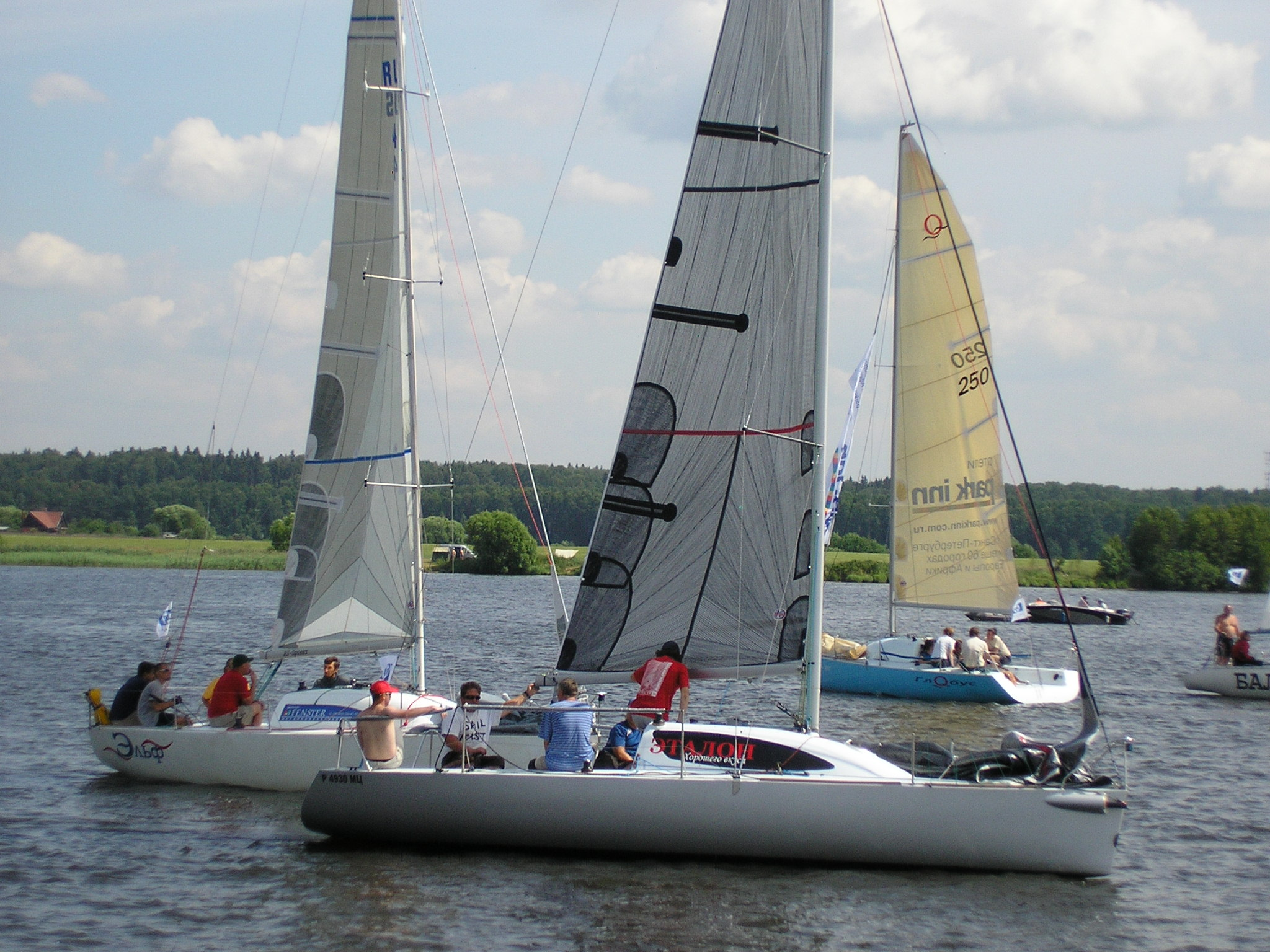
Яхты класса Open800 перед стартом гонки

OPEN 800 — российский класс парусных спортивных яхт. Соревнования класса проводятся по приходам и по гандикапной системе с учётом обмерной формулы ORC GP-26 (до 2010 года использовались правила RS-2000).
Название класса отражает его открытость: любая яхта длиной не более 8 метров и удовлетворяющая требованиям правил класса может быть признана принадлежащей данному классу.
Яхта допускает перевозку на прицепе без специального разрешения ГАИ (трейлерная яхта).

## История развития класса
Развитие класса связано с возможностью перевозки яхт на автомобильных трейлерах. Этим была достигнута возможность участия яхт и экипажей в многих регатах без больших затрат времени, связанных с перегоном лодок своим ходом к местам проведения соревнований.
Alekstar 767 «Скорпион» (также известная как Mitsubishi Pajero), была построена в 2001 году. В настоящее время насчитывается несколько десятков яхт данного класса. В России производятся яхты по проектам нескольких конструкторов. Создание яхт осуществляется на частных верфях в Санкт-Петербурге, Петрозаводске, Нижегородской области и Таганроге.
Класс OPEN 800 учрежден в декабре 2003 года.
Соревнования проводятся начиная с 2004 года.
Изначально OPEN 800 создавался как гандикапный класс с применением RS-2000 (формула гандикапа). Позднее для OPEN 800 формула гандикапа была усовершенствована и получила название RS-OPEN. При этом была предпринята попытка создания уровневого класса (яхта не должна быть быстрее чем 740 секунд на милю). Впоследствии формулу RS заменили международной системой ORC. В настоящее время предпринимаются усилия по введению BOX RULES (Коробочные Правила — набор геометрических и физических ограничений).
Все эти действия направлены для уравнивания скоростных характеристик яхт разных проектов.
В среде российских яхтсменов яхты класса получили жаргонные названия Опены, Открывашки, Тюбики, Самолёты.

## Характеристики яхт
На сегодняшний день яхты OPEN 800 это самые быстрые парусники во Внутренних Водах РФ. Конструкции яхт учитывают все современные тенденции постройки гоночных парусных яхт. Яхты класса имеют хорошие ходовые качества, быстро выходят на глиссирование и в свежий ветер на попутных курсах способны развивать скорость, превышающую 20 узлов. Обитаемость и прочностные характеристики как правило приносятся в ущерб ходовым качествам. Вследствие этого в жестких погодных условиях нередки поломки матчасти. Яхты могут нести спинакер, однако помимо грота и стакселя, в конструкции предусмотрено несение генакера, при этом курс бакштаг становится предпочтителен полному курсу. Яхты оборудованы выдвижным бушпритом.

### Ограничения
Основные ограничения для яхт класса Open800:
- длина не более 8,00 м, ширина не более 2,55 м;
- полная осадка не более 2,00 м, высота подъёма грота не более 11,00 м;
- оборудование и снабжение яхты должны соответствовать третьей категории плавания Специальных Правил Комитета по крейсерским гонкам;
- минимальное водоизмещение 1000 кг, вес киля не более 500 кг;
- запрещено использование материалов с плотностью большей, чем у свинца.

Всё, явно не запрещённое правилами, разрешено. Однако некоторые изменения в устройстве и вооружении яхты могут ухудшать её гоночный балл. Например, гоночный балл ухудшает применение удочки на топе мачты или сквозных лат. Применение большого числа таких технических решений может привести к тому, что гоночный балл яхты выйдет за пределы допустимого правилами класса Open800.

### Критика
Как среди яхтсменов, так и среди судей и мерителей существует критика некоторых особенностей класса Open800. Главным препятствием развития класса критикующие называют закрытость обмерной формулы RS-2000. Мерительные свидетельства выдаёт Комитет по правилам RS, что фактически ограничивает географию применения данной системы обмера европейской частью России. На тихоокеанском побережье России и за её пределами используются другие обмерные системы (IOR, IMS, ORC Club).
Кроме того, несмотря на требование правил класса Open800 о том, что яхты должны соответствовать 3-й категории крейсерских гонок ISAF, фактически яхты — «выжиматели формулы RS» оказались слабо приспособлены к свежей погоде в условиях открытой акватории. По этой причине класс Open800 не имеет чётких перспектив на российских акваториях Чёрного и Японского морей даже при условии того, что на них будет работать достаточное число мерителей RS.

## Регаты
Наиболее важным соревнованием для яхт данного класса является «Кубок России в классе яхт Open800». Кубок состоит из нескольких этапов (регат), проводимых с июня по сентябрь в различных регионах европейской части Российской Федерации (Странах Балтии). Другие известные российские регаты, использующие зачёт по системе RS-2000 — это Онежская регата, Кубок Волги, Балтийская неделя, Банковский кубок.

## Сравнение с другими классами
За последние годы динамичное развитие получил схожий с Open800 по характеристикам класс GP26 (длина 26 футов — 7,95 метров). Однако эти классы различны по категории плавания — класс Open800 имеет 3 категорию по классификации ISAF, которая позволяет лодкам класса выходить в открытое море. GP26 предназначен для гонок 4-й категории ISAF и может перемещаться только по внутренним водным путям.
С 1 января 2011 года OPEN 800 официально «включил в себя» лодки GP26 (путём изменения правил в декабре 2010 года). При этом GP26 входящие в OPEN 800 обязаны удовлетворять условиям 3-й категории ISAF.